# Fotlandsvåg
Fotlandsvåg is een plaats in de Noorse gemeente Osterøy, provincie Vestland. Fotlandsvåg telt 229 inwoners (2007) en heeft een oppervlakte van 0,39 km².